# Fuyang, Hangzhou
För andra betydelser, se Fuyang (olika betydelser).
Fuyang är en stad på häradsnivå i östra Kina, och tillhör Hangzhous stad på prefekturnivå i Zhejiangprovinsen. Antalet invånare är 717694. Befolkningen består av 348 211 kvinnor och 369 483 män. Barn under 15 år utgör 13,0 %, vuxna 15-64 år 76 %, och äldre över 65 år 9,0 %. 202 846 invånare bodde i själva centralorten vid folkräkningen år 2000. Staden är belägen vid Qiantangfloden, nära dess utflöde i Hangzhoubukten vid Östkinesiska havet. Häradet var år 2000 administrativt indelat i 17 köpingar (zhen) och åtta socknar (xiang). Den enda större orten i stadshäradet är, förutom centrala Fuyang, Xindeng med 70 057 invånare (2000).